# Richard Chaves
Pour les articles homonymes, voir Richard Chaves.
Richard John Chaves est un acteur américain né le 9 octobre 1951.

## Biographie
Richard Chaves est né à Jacksonville (Floride), il est le fils d'un officier du corps des marines américains. Richard est d'origine Cherokee par sa mère et il est vétéran de la guerre du Vietnam.
À la fin des années 1990, il est harcelé par une personne. Afin de protéger sa famille, ses amis et lui-même, il suit les conseils de la police de réduire ses apparitions publiques lors de conventions et ferme son site web.

## Carrière
Richard Chaves a aidé à l'écriture de la pièce de théâtre encensée par la critique : Tracers. Au début des années 1980, il commence sa carrière d'acteur, variant les rôles jusqu'à ce qu'il obtienne le rôle de Poncho dans le film Predator. Bientôt sa carrière prend son envol avec le rôle du lieutenant-colonel Ironhorse dans la série War of the Worlds. Cette série lui permet d'allier ses origines américaines à son passé de marine dans l'armée US, lui permettant aussi d'élargir son public de fans. 
Cependant, la nouvelle équipe dirigeante de la série décide que le rôle de Richard ne colle pas avec l'image qu'ils veulent donner à la série pour sa deuxième saison, donc son personnage et celui de Norton Drake furent tués.

## Théâtre
- 19?? : Pendleton Blankst
- 19?? : Vietnam Trilogy
- 19?? : Labyrinth
- 19?? : Macbeth
- 19?? : Roméo & Juliette
- 1980/85 : Tracers (coauteur) : Dinky Dau
- 1995 : Santos & Santos : Miguel Santos
- 1997 : Police Officer's Wives (P.O.W.) : Franko
- 2001 : Pvt. Wars : Silvio

## Filmographie

### Cinéma
- 1981 : Fire on the Mountain : un lieutenant de l'armée
- 1985 : Witness : un détective
- 1985 : Cease Fire : Badman
- 1986 : Verdict (The Penalty Phase) : Nolan Esherman
- 1987 : Kenny Rogers as The Gambler, Part III: The Legend Continues : Irondog (Sioux)
- 1987 : Predator : Jorge « Poncho » Ramirez
- 1988 : Onassis: The Richest Man in the World
- 1988 : To Heal a Nation : vétéran
- 1989 : L.A. Takedown : Lou Casals
- 1992 : Night Eyes II : Hector Mejenes
- 1994 : Night Realm : Ursis
- 1996 : Baja Run : Domingo
- 1997 : Weapons of Mass Distraction (en) : sénateur Ramirez
- 1998 : Lone Greasers (court-métrage) : un officier de la police de Las Vegas
- 2007 : Blizhniy Boy : The Ultimate Fighter
- 2008 : Lost Warrior : Left Behind : capitaine Johansson
- 2009 : Dark House : officier Jones

### Télévision
- 1981 : Huit, ça suffit !, saison 5 - épisode 22 "Papa sait tout" : capitaine "Bobo"
- 1982 : Dallas, saison 5 - épisode 13 "La recherche" : Bernie
- 1983 : Hôpital St Elsewhere "Brothers" : Tim Potts
- 1983 : Capitaine Furillo, saison 4 - épisode 10 "Ils arrivent" : un docteur
- 1987 : Deux Flics à Miami, saison 3 - épisode 16 "Thérésa" : District Attorney Martinez
- 1988 : Ohara "They Shoot Witnesses Don't They?" : Earl Baker
- 1988 : War of the Worlds (saison 1 - les 23 épisodes; saison 2 - épisode : The Second Wave) : lieutenant-colonel Paul Ironhorse
- 1990 : La Loi de Los Angeles, saison 4 - épisode 19 Qui est la victime ? : Carlos Mendez
- 1990 : MacGyver
  - (saison 5, épisode 15 "Le trésor de Manco") : Enrique Vasquez
  - (saison 6, épisode 1 "Le gang anti-drogue") : Détective Anthony « Manny » Lopez
- 1990 : Trials Of Rosie O'Neill "Mr. Right" : Détective John Santos
- 1991 : Sons and Daughters (en) (épisode Throw Momma From The Terrain) : Michael Valdez
- 1992 : F.B.I. The Untold Stories, The Blue Fiber : détective Joe Swiski
- 1994 : Babylon 5, saison 1 - épisode 7, Leçon de tolérance : Alvares
- 1995 : Star Trek: Voyager, saison 2 - épisode 9 Tatouage : un chef tribal
- 1996 : Walker, Texas Ranger, saison 4 - épisode 22, Un ranger peut toujours servir : agent spécial du FBI Samuel Mills
- 2001 : Des jours et des vies épisode #1.9109" : capitaine Eduardo

### Voix
- 1987 : Dear America : Lettres du Viêt Nam (Dear America: Letters Home from Vietnam) : lui-même
- 2009 : Elf Sparkle Meets Christmas the Horse : Buzzoose
- 2010 : Elf Sparkle and the Special Red Dress : Buzzoose